# Altaria (Renfe)

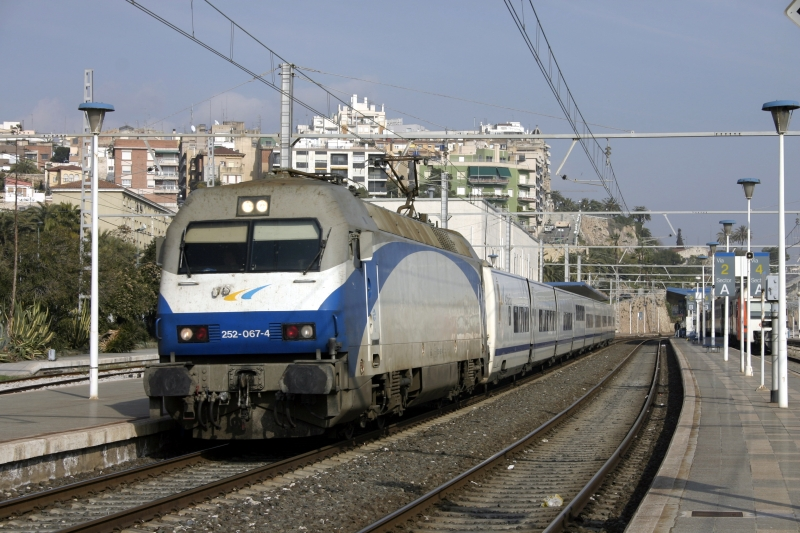
Altaria à destination de Madrid-Atocha

Pour les articles homonymes, voir Altaria.

## Présentation
En Espagne, Altaria est le nom commercial d'un ancien service grandes lignes hors TGV (AVE) de la Renfe sur les chemins de fer espagnols.
On y trouvait plusieurs classes dont certaines voitures étaient adaptés aux personnes à mobilité réduite. 
Les Altaria étaient des trains grandes lignes, assurés par des trains Talgo de la série IV, VI ou VII et pouvaient circuler sur les voies à écartement ibérique et sur les voies à écartement UIC notamment les LGV. 

## Historique
En 2003, avec l'ouverture de la LGV Madrid-Saragosse, les Altaria emprunte cette ligne pour les liaisons Madrid à destination de Barcelone, Logroño et Pampelune.
À l'automne 2005, l'arrivée des nouvelles automotrices CAF de la série 120 a conduit au remplacement de l'Altaria Madrid-Barcelone par des Alvia, pour ensuite ouvrir une ligne Altaria Madrid-Hendaye.
Cette catégorie de trains a été supprimée 22 juin 2020 au profit d'une fusion avec les catégories AV City et Talgo sous la bannière préexistante Intercity.

## Services
| Nom     | Destination                          | Arrêts intermédiaires | Lignes Empruntées | Matériel                                       |
| ------- | ------------------------------------ | --- | --- | ---------------------------------------------- |
| Altaria | Madrid-Atocha - Cadiz                | Ciudad Real-Central · Puertollano · Cordoue-Central · Seville-Santa Justa · Jerez de la Frontera · El Puerto de Santa María · San Fernando-Bahia Sur | LGV Madrid-Séville et LGV Séville-Cadiz | Locomotives 269 + rame Talgo-VI de 9 wagons    |
| Altaria | Madrid-Atocha - Huelva-Termino       | Cordoue-Central · La Palma del Condado | LGV Madrid-Séville avec une bifurcation à Majarabique pour un changement d'écartement en attendant la construction de la LGV Séville-Huelva                                                   | Locomotives 269 + rame Talgo-VI de 9 wagons    |
| Altaria | Madrid-Atocha - Algeciras            | Ciudad Real-Central · Puertollano · Cordoue-Central · Puente Genil-Herrera · Antequera-Santa Ana · Ronda                                             | LGV Madrid-Séville, LGV Cordoue-Malaga avec une bifurcation à Antequera pour un changement d'écartement en attendant la construction de la LGV Antequera-Algecrias                            | Locomotives 269 + rame Talgo-VI de 9 wagons    |
| Altaria | Madrid-Atocha - Grenade              | Ciudad Real-Central · Puertollano · Cordoue-Central · Puente Genil-Herrera · Antequera-Santa Ana                                                     | LGV Madrid-Séville, LGV Cordoue-Malaga avec une bifurcation à Antequera pour un changement d'écartement en attendant la fin de la construction de la LGV Andalouse entre Antequera et Grenade | Locomotives 269 + rame Talgo-VI de 9 wagons    |
| Altaria | Madrid-Chamartin - Alicante Terminal | Madrid-Atocha · Alcàzar de San Juan · Albacete · Almansa · Villena · Elda-Petrer                                                                     | LGV Madrid-Alcazar de San Juan-Albacete-Valence en attendant la LGV Levante | Locomotives 252 + rame Talgo-VII de 9 wagons   |
| Altaria | Madrid-Chamartin - Carthagène        | Madrid-Atocha · Alcàzar de San Juan · Albacete · Hellín · Calasparra · Cieza · Murcie del Carmen · Balsicas-Mar Menor · Torre-pacheco                | LGV Madrid-Alcazar de San Juan-Albacete-Valence en attendant la LGV Levante | Locomotives Diesel + rame Talgo-IV de 9 wagons |
| Altaria | Madrid-Chamartin - Murcie del Carmen | Madrid-Atocha · Alcàzar de San Juan · Albacete | LGV Madrid-Alcazar de San Juan-Albacete-Valence en attendant la LGV Levante | Locomotives 252 + rame Talgo-VII de 9 wagons   |

## Voir également
- Transport en Espagne
- Transport ferroviaire en Espagne
- AVE
- Alvia
- Cercanias
- Avant
- Alaris